# Francesco Boncinelli
Francesco Boncinelli (Firenze, 29 gennaio 1837 – Firenze, 28 marzo 1917) è stato un medico e poeta italiano.

## Biografia
Figlio di un orefice e ottavo di nove figli, si iscrive 16 anni ai corsi universitari di Pisa e si laurea in medicina a soli 21 anni. Inizia subito la pratica all'Ospedale di Santa Maria Nuova di Firenze; partecipa come medico poi alla Seconda guerra di indipendenza. Rientrato a Firenze svolge l'attività di medico a Piombino, Sorano, Seravezza, Rosignano, Roccalbegna; nel 1865 entra nell'assistenza pubblica di Firenze e nel 1870 vince un concorso per medico condotto a Firenze, ruolo che manterrà fino al 1880 quando lascia la condotta e passa a libero professionista.  Nel 1889 diventa capo dell'Ufficio d'igiene del Comune di Firenze, ruolo che manterrà fino al 1903, quando va in pensione.
Negli ultimi anni della sua vita si dedica alla poesia dialettale, con lo pseudonimo di Brincello Ficcasenno (l'anagramma del suo nome), incarnando la fiorentinità negli aspetti più genuini. Si occupò anche di beneficenza e di studi scientifici.

## Biblioteca personale
Per sue volontà testamentarie la sua biblioteca fu donata al Comune di Firenze, affinché fosse "resa pubblica a profitto degli studiosi"".

## Scritti
poesie in fiorentino
- Brincello Ficcasenno, Cinquecento sonetti storico-politico-morali, igienico-sociali, economici, Serio-comico satirici nel suo pretto volgare fiorentino, con note illustrative, Nuova completa edizione quintuplicata, Firenze, Tip. G. Piccini anno= 1911.
- Brincello Ficcasenno, Centuno sonetti storico-politico-morali, igienico-sociali, economici nel suo pretto volgare fiorentino, Firenze, Ditta Tip. Edit. L'elzeviriana, 1905.

saggi
- Francesco Boncinelli, L'igiene e la salute pubblica in Firenze: Lettura [del] dott. Francesco Boncinelli fatta nella Sala del Circolo Filologico, Firenze, Tip. Galletti e Cocci, 1897.
- Francesco Boncinelli, L'igiene e la salute pubblica in Firenze. Lettura fatta nella Sala del Circolo Filologico, con aggiunte, due diagrammi e dodici tavole, Firenze, tipografia Galletti e Cocci, 1897..
- Francesco Boncinelli, Il vajuolo in Firenze : esposizione statistica, considerazioni e proposte, letto alla società fiorentina d'igiene il 22 Ottobre 1887, Firenze, Stab. Tip. G. Civelli, 1887.